# Conquista de Murcia (1265-1266)
La conquista de Murcia tuvo lugar en 1265-66 cuando Jaime I de Aragón conquistó la taifa de Murcia en nombre de su aliado Alfonso X de Castilla. Anteriormente, Murcia era un vasallo semiindependiente de la Corona de Castilla, pero cambió su lealtad durante la revuelta mudéjar de 1264-1266. La Corona de Aragón entró en guerra al lado de Castilla después de que la reina Violante, hija de Jaime I, escribiera una carta pidiendo la ayuda de su padre. Después de las negociaciones iniciales con sus nobles, Jaime marchó desde Valencia a finales de octubre de 1265. Posteriormente, las tropas aragonesas tomaron múltiples localidades murcianas y derrotaron a una columna de refuerzo enviada por el emirato de Granada. El asedio a la ciudad de Murcia comenzó en enero de 1266, finalizando con su rendición el 31 de enero y la entrada de Jaime I en la ciudad el 2 de febrero. Tras la conquista, Murcia fue puesta bajo control de Castilla y perdió su semi-independencia. Posteriormente, su población musulmana se trasladó a los suburbios, mientras Castilla desplazaba nuevos pobladores cristianos para poblar la región.

## Contexto
En la primera mitad del siglo XIII, Castilla y Aragón conquistaron múltiples estados musulmanes en el sur de la península ibérica. Murcia, un importante centro de poder en el sureste, se rindió el 2 de abril de 1243 al infante Alfonso, posterior Alfonso X de Castilla. A través del tratado de Alcaraz, la Taifa de Murcia se convirtió en un vasallo semiindependiente de Castilla, gobernado por Baha al-Dawla, de la dinastía Banu Hud. Bajo este arreglo, Murcia todavía tenía su propio ejército, burocracia y moneda, pero sus gobernantes tenían que someterse como vasallos de Alfonso X. Baha al-Dawla permaneció leal a Alfonso X, a pesar de su política de apoyo a la población cristiana de Murcia. Baha al-Dawla fue sucedido por su hijo, Abu Ja'far en 1259, que murió al cabo de unos años y fue sustituido por su hijo Muhammad. Muhammad fue depuesto pronto por su primo Abu Bakr ibn Hud, también conocido como Al-Wathiq. Para entonces, el sultán Muhammad I del vecino Emirato de Granada había consolidado su poder y sus territorios para convertirse en otra potencia regional, aunque nominalmente también bajo la soberanía de Castilla.

## Rebelión
A finales de julio o agosto de 1264, la población musulmana ("mudéjares") de la Baja Andalucía inició una rebelión contra Castilla, comenzando en Jerez de la Frontera y extendiéndose a otras localidades, provocada en parte por la opresiva política de reubicación forzosa de Castilla contra los musulmanes, así como por la instigación de Muhammad I de Granada. Muhammad I renunció a su lealtad a Castilla y también atacó. Múltiples asentamientos y castillos, incluyendo la propia Jerez, cayeron ante los rebeldes o las tropas granadinas.
Murcia también se unió a la rebelión. Los murcianos expulsaron a las tropas castellanas de su alcázar y Al-Wathiq declaró su lealtad a Muhammad I. Muhammad I envió tropas para ayudar a Murcia lideradas por su aliado Banu Ashqilula, Abdallah ibn Ali. Abdallah pudo haber tomado el poder en Murcia antes de que los murcianos reinstauraran a Al-Wathiq en algún momento de la rebelión.

## Ofensiva aragonesa

### Preparación

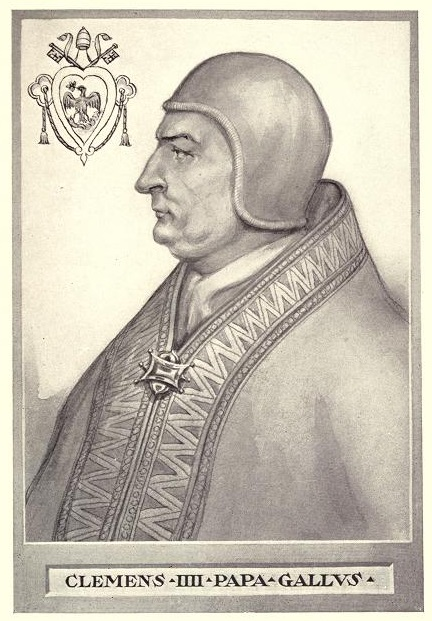
Clemente IV autorizó a Jaime I a recaudar diezmos para la campaña.

Inicialmente, la tarea de reprimir la revuelta pasó al hermano de Alfonso X, el infante Manuel de Castilla y el gran maestre de la Orden de Santiago Pelayo Pérez Correa. Preocupado por la lucha de Castilla en tres frentes, Alfonso X pidió a su esposa, Violante de Aragón, que pidiera ayuda a su padre, Jaime I de Aragón. Jaime I aceptó y convocó a sus cortes para que apoyaran la guerra Las Cortes Catalanas aceptaron aumentar los impuestos para la campaña en julio de 1264, pero el parlamento de su otro dominio, las Cortes de Aragón, rechazaron inicialmente la campaña cuando se reunieron en noviembre. En mayo de 1265, el arzobispo de Tarragona y el obispo de Valencia comenzaron a predicar para la cruzada. El papa Clemente IV permitió que Jaime I recogiera el diezmo de sus dominios durante tres años para financiar la cruzada. El infante Pedro (futuro Pedro III de Aragón) llevó a cabo las primeras incursiones contra los rebeldes a finales del verano de 1265.

### La conquista de Murcia
Jaime I marchó con sus tropas desde Valencia a finales de octubre de 1265. Mantuvo a su ejército muy unido y avanzó por pueblos musulmanes. A su vez, los musulmanes de Villena, Elda, Petrel y Orihuela se rindieron a él, con la condición de que se les permitiera conservar sus tierras y su fe libremente.
Jaime ahora se preparaba para marchar sobre la ciudad de Murcia y se unió a las tropas castellanas bajo el infante Manuel. Al mismo tiempo, las tropas granadinas, que contaban con 800 efectivos de caballería y 2000 hombres armados, marcharon para socorrer a la ciudad. Jaime I se movió para interceptar a esta columna y los granadinos fueron derrotados en una batalla.
A principios de diciembre, Jaime I se reunió con Alfonso X en Alcaraz, en la frontera entre la Corona de Castilla y el Reino de Murcia, para coordinar sus esfuerzos bélicos. El 2 de enero de 1266 Jaime I marchó desde Orihuela e inició el asedio de la ciudad de Murcia. Se desataron escaramuzas entre los defensores y los asediadores. Superados en número y sin posibilidad de recibir refuerzos, los defensores de la ciudad pidieron condiciones para rendirse. Jaime I ofreció pedirle a Alfonso X que restaurara los derechos legales de los murcianos antes de la rebelión: el autogobierno bajo el protectorado castellano, la libertad de culto y la preservación de tierras y propiedades. Estuvieron de acuerdo con esta oferta, pero pidieron el acuerdo explícito de Alfonso X en lugar de la promesa de Jaime de preguntarle. Jaime I se negó a obtener el acuerdo de Alfonso X antes de que la ciudad se rindiera.
Finalmente, la ciudad se rindió el 31 de enero. Los estandartes de Jaime I se elevaron sobre la ciudad y se dijo que se arrodilló y besó el suelo para dar gracias a Dios cuando lo vio. El propio rey aragonés entró en la ciudad el 2 de febrero, aceptando formalmente la rendición de la ciudad de Al-Wathiq.

## Consecuencias

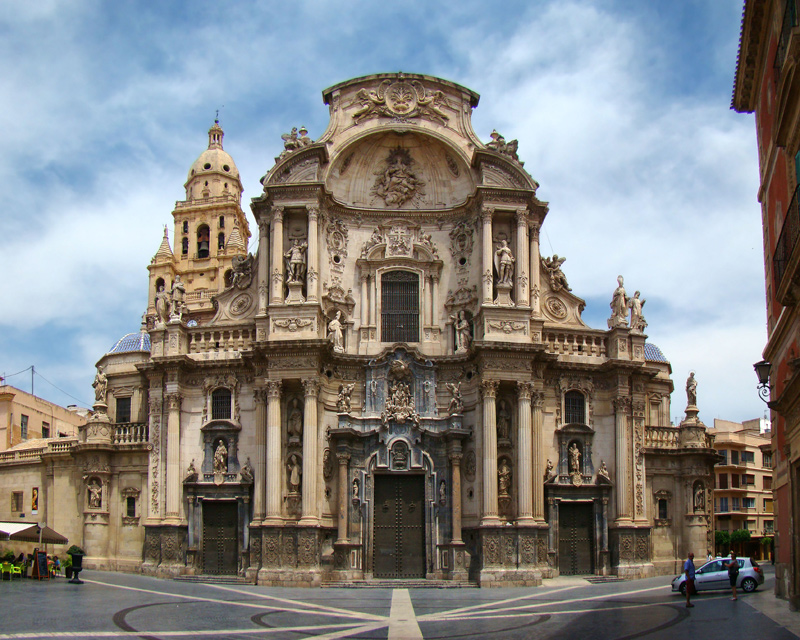
Tras la conquista de Murcia, Jaime I se hizo cargo de la mezquita de la ciudad y la consagró como iglesia. Hoy ese lugar lo ocupa la Catedral de Murcia.

Tras la rendición de la ciudad, Jaime y sus tropas se trasladaron y ocuparon el Alcázar de la ciudad, así como la zona entre este y la puerta que daba al campamento original del rey aragonés. Los aragoneses se apoderaron de la mezquita mayor, próxima a la fortaleza, en contravención de las condiciones de la rendición. Cuando los ciudadanos musulmanes protestaron, Jaime I dijo que había otras diez mezquitas en la ciudad y que no deseaba escuchar la llamada musulmana a la oración en el castillo donde se había establecido. También amenazó con saquear la ciudad. Los musulmanes cedieron; Jaime I transformó la mezquita en una iglesia y la dedicó a la Virgen María. El 23 de junio, la ciudad renovó formalmente su lealtad al rey de Castilla, Alfonso X, y pidió perdón por la rebelión.
De hecho, la derrota de Murcia significó que ya no se autogobernaba bajo el dominio musulmán, sino que era gobernada directamente por los castellanos. Los derechos de los musulmanes garantizados por los términos de la rendición resultaron ser débilmente respetados. En la ciudad, a los musulmanes solo se les permitía vivir en el arrabal murado llamado Arrixaca, y a otros ciudadanos musulmanes se les obligaba a trasladarse allí. Se construyó un muro entre el suburbio musulmán y el resto de la ciudad, y a los musulmanes se les dio libertad de religión en su suburbio. A Al-Wathiq se le dieron tierras y vivió en el exilio, en su lugar Abdallah ibn Hud fue nombrado líder de los musulmanes, con el título de "Rey de los moros de Arrixaca en Murcia", en lugar de "Rey de Murcia" antes de la rebelión. El resto de la ciudad fue confiscada y asignada a los cristianos: se trajeron pobladores de otras partes de Castilla para poblarla. Alfonso X permaneció en Murcia entre febrero de 1271 y otoño de 1272, supervisando la colonización de la región y estableciendo una nueva administración por parte de los cristianos. Concedió el fuero a Murcia y a otras localidades.